# Masashi Kamekawa
Masashi Kamekawa (Prefectura d'Osaka, 28 de maig de 1993) és un futbolista japonès.

## Selecció japonesa
Va formar part de l'equip olímpic japonès als Jocs Olímpics d'estiu de 2016.